# 康卓然
康卓然（？—？），福建龍溪縣人，清朝政治人物。
康卓然曾任福建連江縣教諭。康熙四十八年（1709年）調任臺灣縣儒學教諭。康熙五十一年（1712年）署臺灣府儒學教授。次年升任京衛武學教授。